# Bad Gottleuba-Berggießhübel
Bad Gottleuba-Berggießhübel – miasto uzdrowiskowe w Niemczech, w kraju związkowym Saksonia, w okręgu administracyjnym Drezno. w powiecie Sächsische Schweiz-Osterzgebirge, siedziba wspólnoty administracyjnej Bad Gottleuba-Berggießhübel. 